# Jamestown (ort i Australien)
Jamestown är en ort i Australien. Den ligger i kommunen Northern Areas och delstaten South Australia, omkring 190 kilometer norr om delstatshuvudstaden Adelaide. Antalet invånare är 1 406.
Trakten runt Jamestown är nära nog obefolkad, med mindre än två invånare per kvadratkilometer.. Jamestown är det största samhället i trakten. 
Trakten runt Jamestown består till största delen av jordbruksmark. Genomsnittlig årsnederbörd är 472 millimeter. Den regnigaste månaden är maj, med i genomsnitt 72 mm nederbörd, och den torraste är december, med 12 mm nederbörd.